# Bijzonder Beheersgebied Bigi Pan

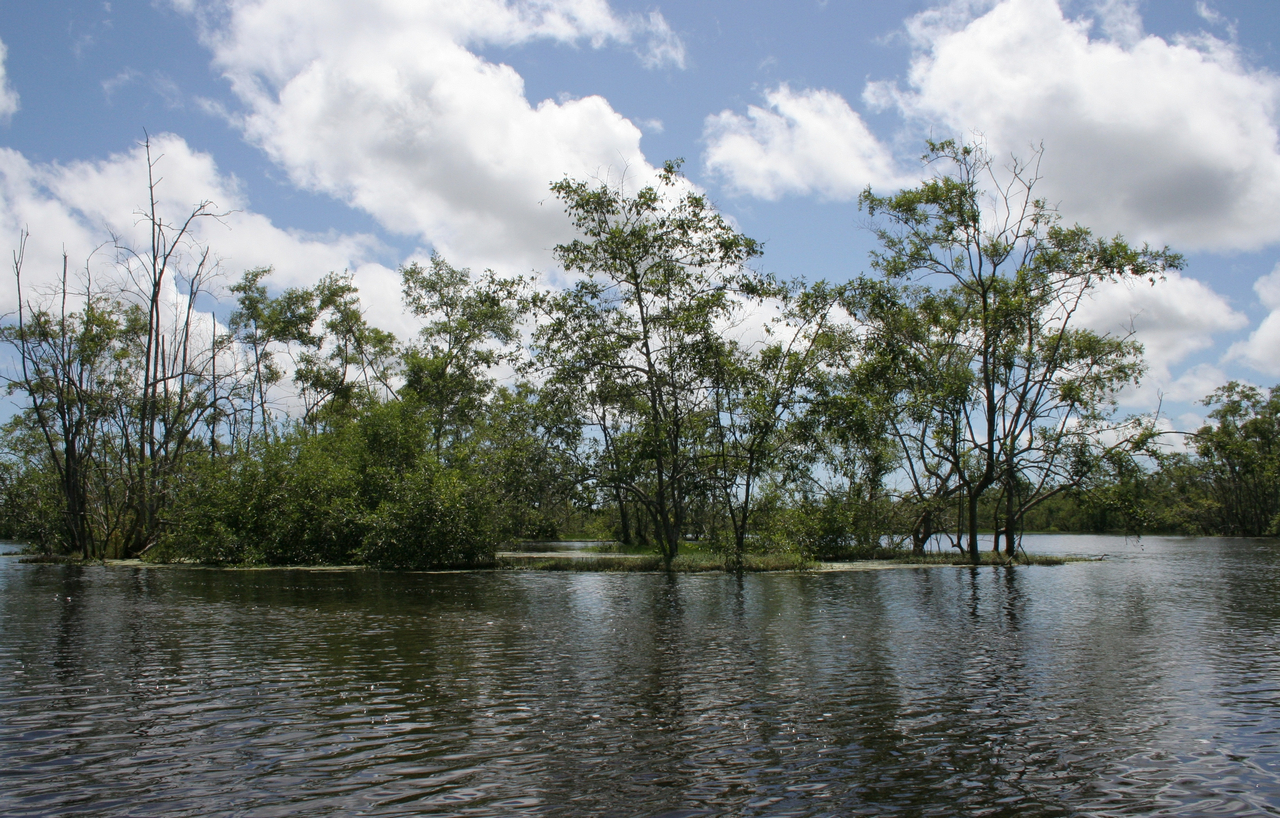
Mangrove in Natuurreservaat Bigi Pan

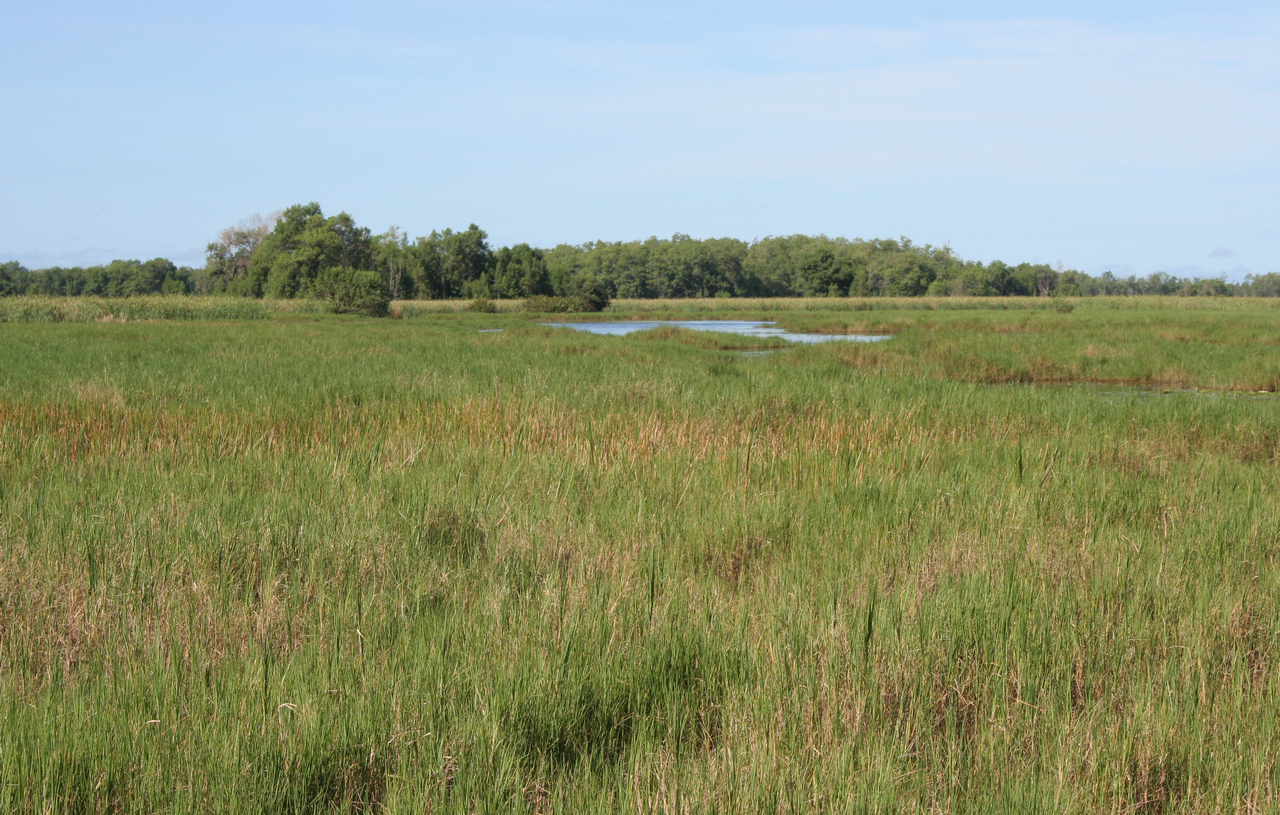
Draslanden in Bigi Pan

Het Bijzonder Beheersgebied Bigi Pan ligt aan de Atlantische kust in de districten Nickerie en Coronie van Suriname.

## Geografie
Het Bigi Pan Bijzonder Beheersgebied ligt in het noordwestelijk deel van de Surinaamse Estuariene zone, ten noorden van de Nickerierivier. De noordgrens ligt op zee, op een lijn waar de diepte van het water bij eb niet meer is dan 6 m. Het Bijzonder Beheersgebied heeft een landoppervlak van 67.900 hectare (679 km²) en een ongeveer even groot oppervlak aan zeewater. Van de landoppervlakte is ongeveer 15.000 hectare ingepolderd ten behoeve van de rijstbouw en op een klein oppervlak wordt eveneens veeteelt bedreven.
Het Bijzonder Beheersgebied is genoemd naar Bigi Pan, de grootste lagune binnen het gebied en tevens van Suriname. Via het Jamaerkanaal staat Bigi Pan in verbinding met de Nickerierivier.

## Status

### Bijzonder Beheersgebied
Bigi Pan is een Bijzonder Beheersgebied, in zo'n gebied mogen verscheidene commerciële activiteiten (zoals visserij, landbouw, aquacultuur) ontwikkeld en uitgevoerd worden, echter op zo een manier waarop de productiviteit en de hulpbronnen van het gebied in stand blijven en dat de opbrengst gegarandeerd blijft.

### Internationale erkenning
Vele snippensoorten uit Noord-Amerika en Canada verblijven tijdens de noordelijke winter langs de kust van Suriname. Om deze reden is op 4 maart 1989 dit reservaat samen met het natuurreservaat Wia Wia en Natuurreservaat Coppenamemonding als tweelingreservaten verbonden met de natuurgebieden Mary's Point of Shepody National Wildlife Area en Shepody bay in New Brunswick, Canada. In hetzelfde jaar zijn deze reservaten ook opgenomen in het Western Hemisphere Shorebird Reserve Network (WHSRN). Hierdoor hebben deze gebieden internationale erkenning gekregen.
In 2023 kreeg de Anton de Kom Universiteit een budget van 1,52 miljoen USD voor de bescherming van Bigi Pan en de bevordering van duurzame mogelijkheden voor de lokale bevolking om te voorzien in hun levensonderhoud. Het is afkomstig van het Britse ministerie van Milieu, Voedsel en Plattelandszaken en wordt beheerd door de Inter-Amerikaanse Ontwikkelingsbank.

## Fauna
Het is vanwege de grote vogelrijkdom en het feit dat honderdduizenden trekvogels het Bigi Pan Bijzonder Beheersgebied als hun voedselgebied gebruiken, dat dit areaal een internationale erkenning heeft ontvangen. In het gebied leven onder andere de opvallende rode ibis en flamingo.

## Galerij

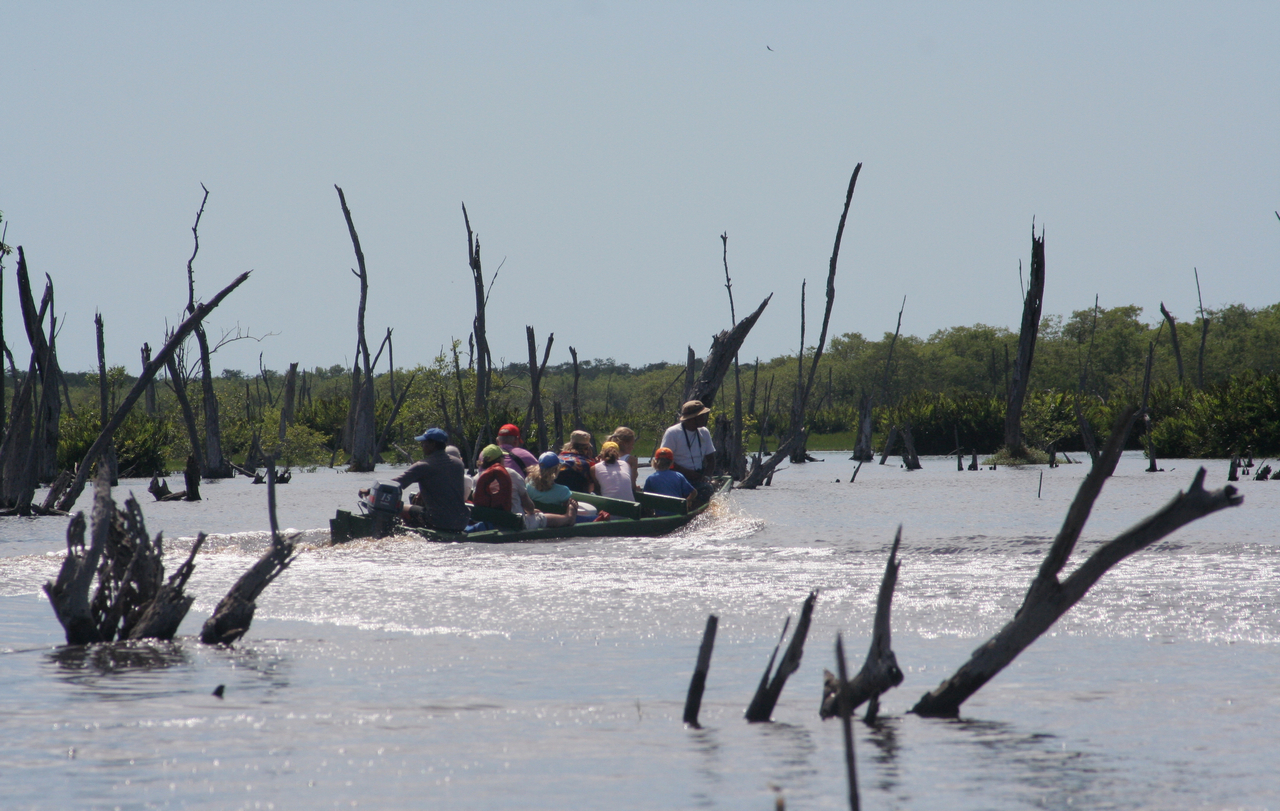
Boot in Bigi Pan
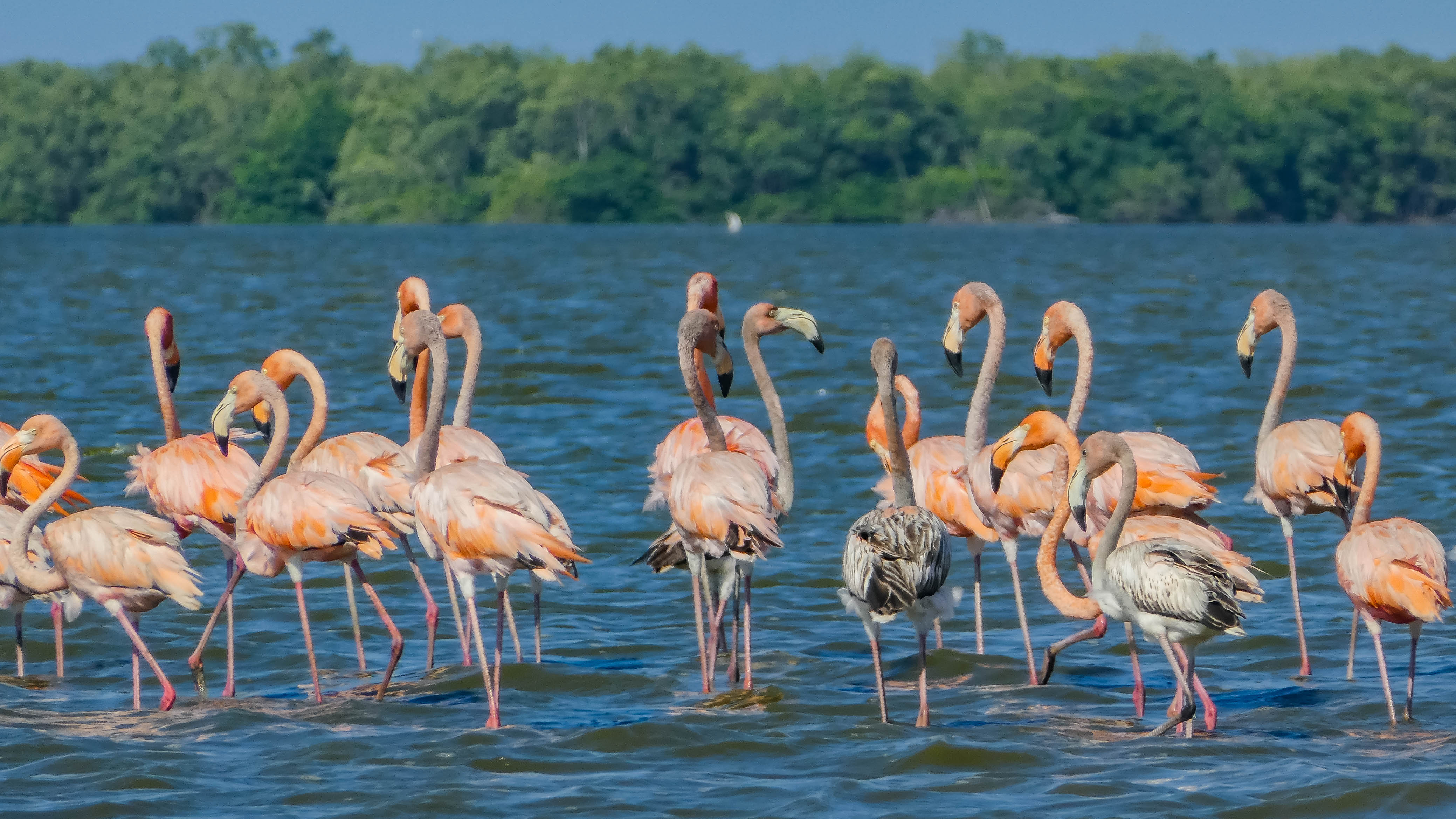
Een groep flamingo's
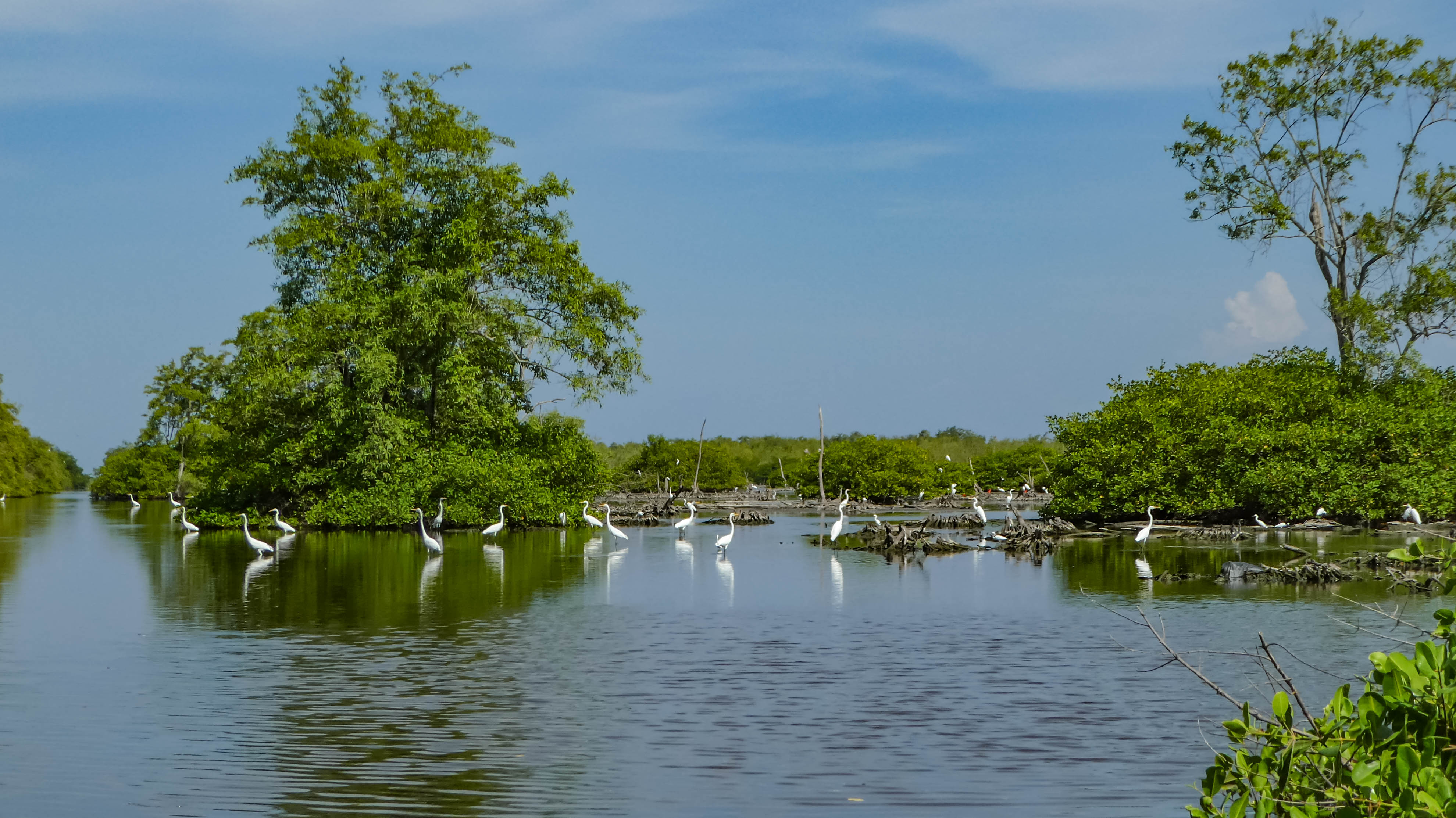
Vogels aan het Jamaerkanaal
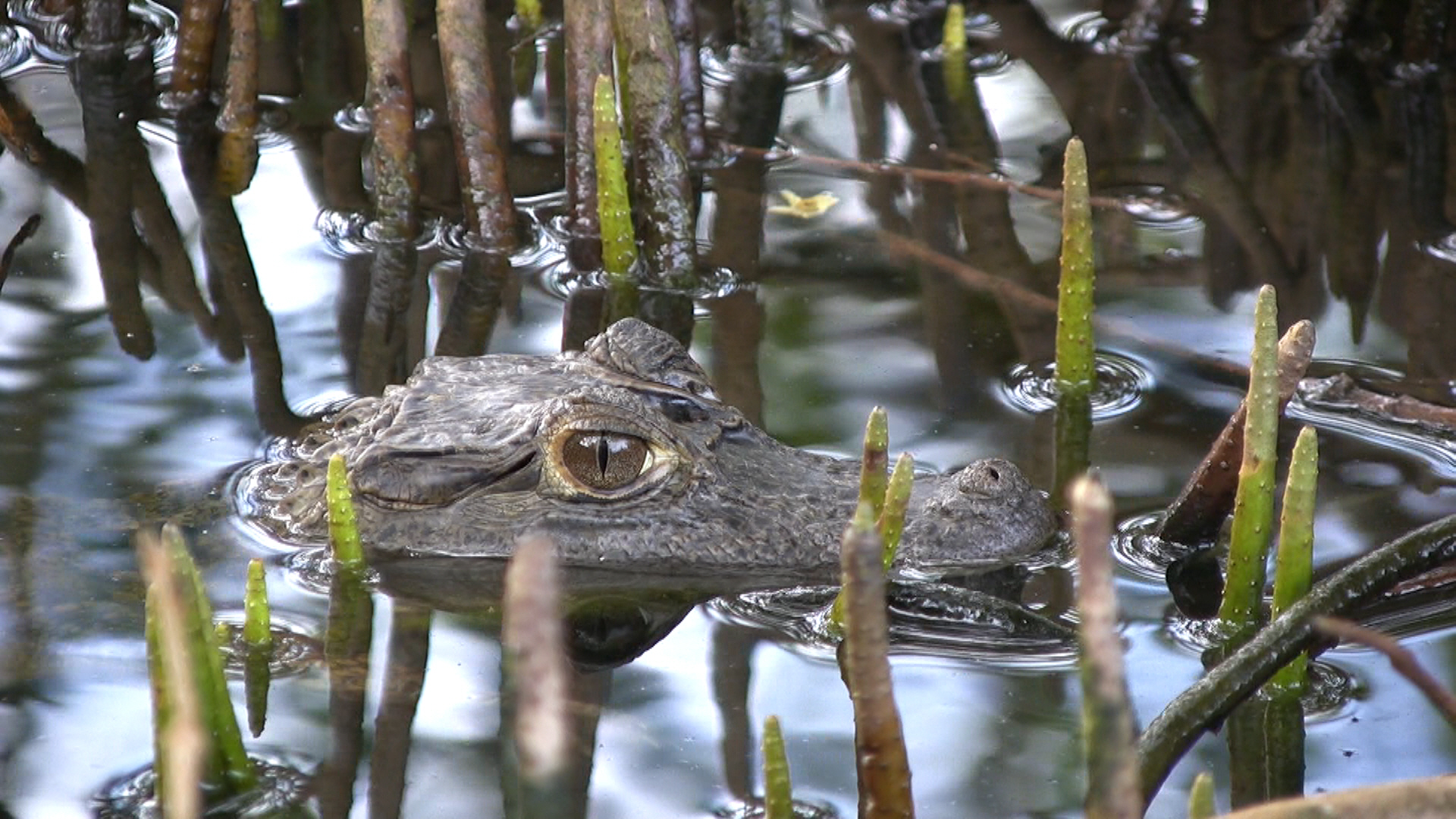
Kaaiman in Bigi Pan
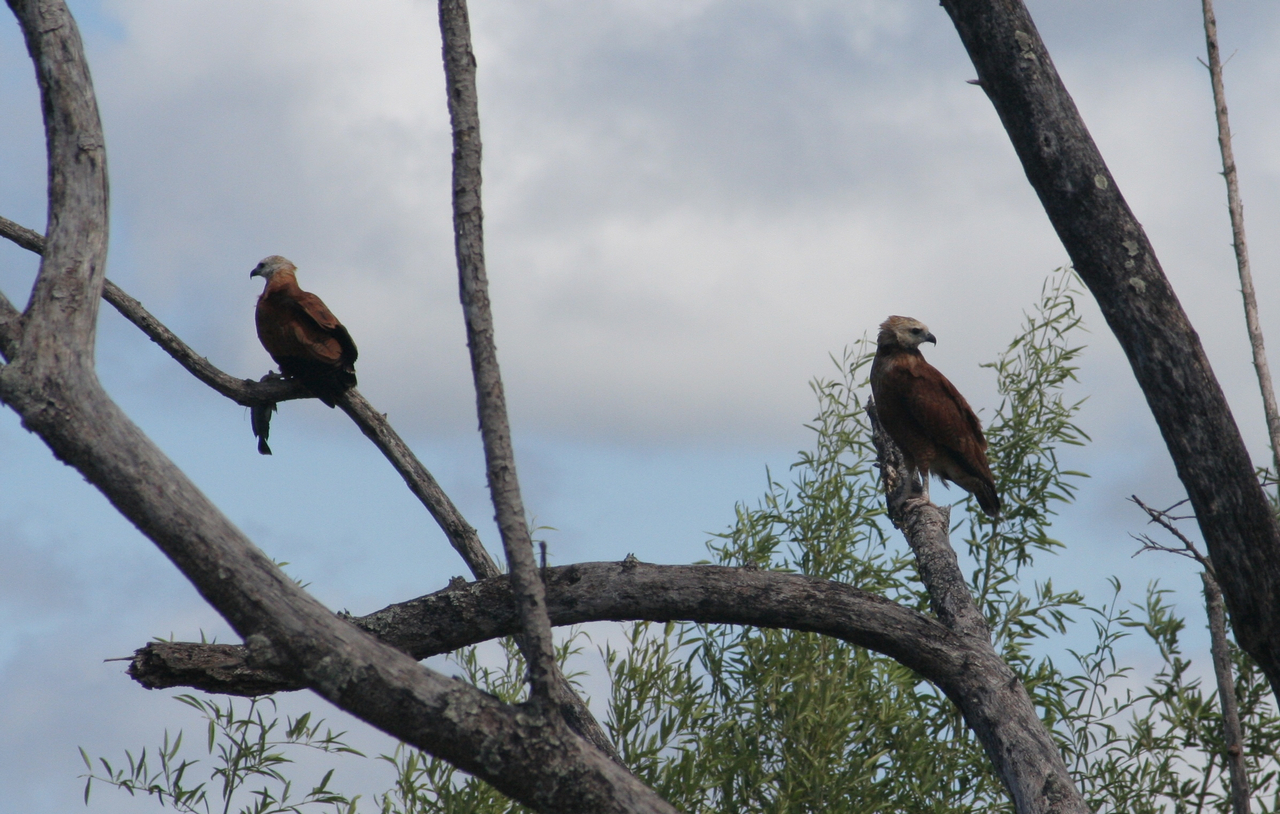
Moerasbuizerds
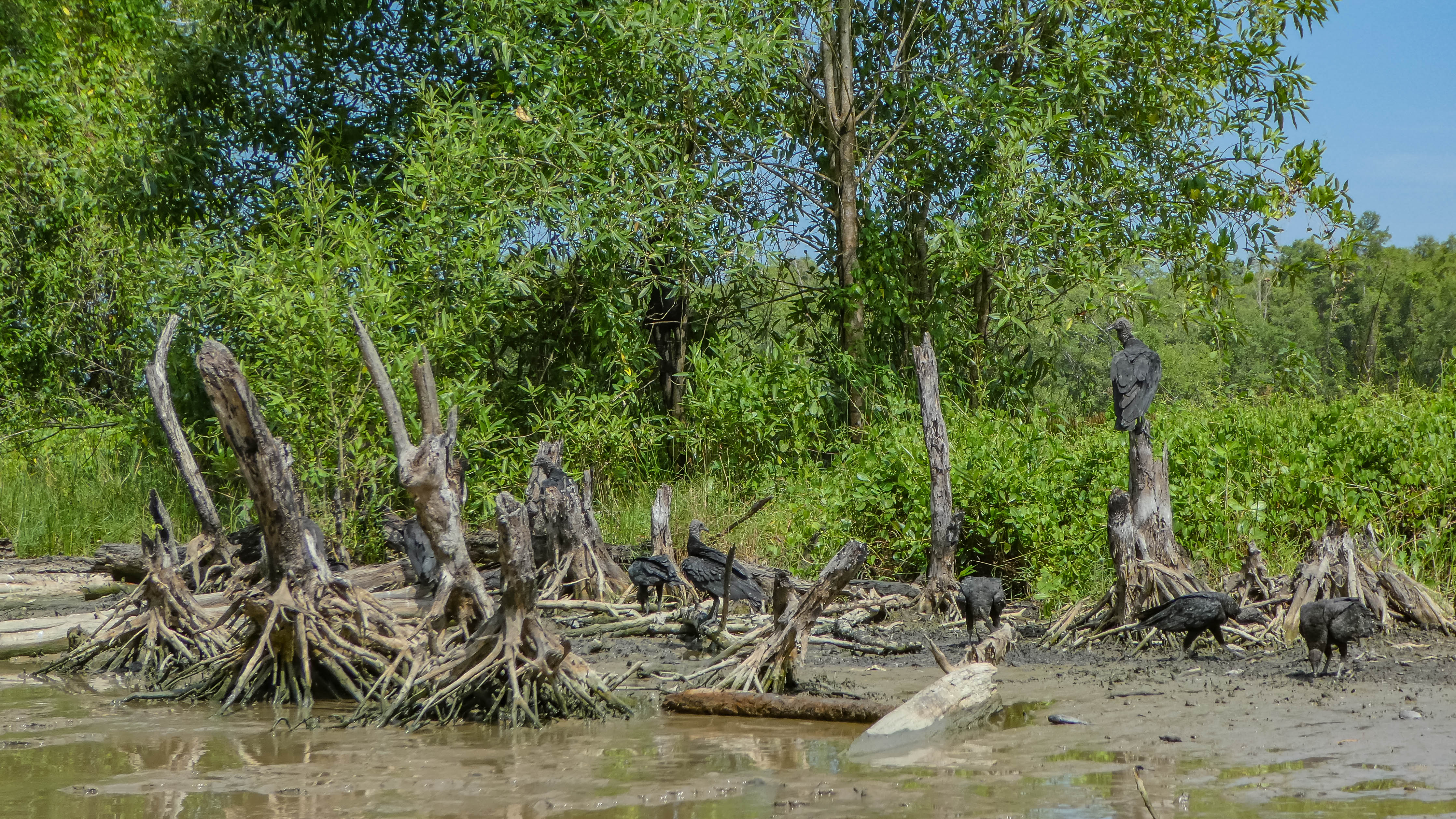
Gieren tussen de mangrove